# فريدريك ويليام هادون
فريدريك ويليام هادون (بالإنجليزية: Frederick William Haddon)‏ هو صحفي أسترالي، ولد في 8 فبراير 1839، وتوفي في 7 مارس 1906.